# Midsomer Norton
Midsomer Norton ist eine Kleinstadt im Westen Englands in der Grafschaft Somerset.
Der Ort in der Unitary Authority Bath and North East Somerset (bis 1996 in der Grafschaft County of Avon) liegt ca. 20 km südwestlich von Bath am River Somer, der zum Severn-Flusssystem gehört.
Der Name inspirierte Anthony Horowitz zu dem Titel der Fernsehserie Inspector Barnaby (Originaltitel: Midsomer Murders), die allerdings sonst nicht weiter mit dem Ort verbunden ist. Zudem findet er in dem Lied Slow Train von Flanders and Swann Erwähnung.
In der katholischen Church of the Holy Ghost befindet sich ein Altaraufbau mit vergoldetem Tabernakel von 1794, der aus der Londoner Warwick Street Church stammt und eine Stiftung des pfalz-bayerischen Kurfürsten Karl Theodor ist.

## Persönlichkeiten
- Christopher John Fardo Williams (1930–1997), Philosoph
- Maisie Williams (1997), Schauspielerin